# Juan Carlos Sánchez Martínez
Juan Carlos Sánchez Martínez – noto solo come Juan Carlos – (Calvià, 27 luglio 1987) è un ex calciatore spagnolo, portiere.

## Carriera
Ha esordito in Primera División con la maglia del Villarreal nella stagione 2007-2008.